# Ahmed Abdel-Qader
Ahmed Abdel-Qader Ahmed Abu Ismail, ar. أحمد عبد القادر أحمد أبو إسماعيل (ur. 10 listopada 1968 w Sahabie) – jordański piłkarz, grający na pozycji obrońcy, trener piłkarski.

## Kariera piłkarska

### Kariera klubowa
Wychowanek Sahab SC, w składzie którego w 1986 rozpoczął karierę piłkarską. Występował w nim do 1998 roku.

### Kariera reprezentacyjna
W latach 1991–1995 bronił barw narodowej reprezentacji Jordanii.

## Kariera trenerska
Po zakończeniu kariery piłkarskiej rozpoczął karierę szkoleniową. Od 1999 do 2003 trenował rodzimy klub Sahab SC. Potem pracował na stanowisku głównego trenera That Ras Club.
Od 2004 do 2007 pomagał trenować młodzieżową reprezentację Jordanii, a potem do 2008 samodzielnie trenował młodzieżówką.
W latach 2008–2009 ponownie pracował z That Ras Club.
Od 2008 do 2013 pomagał trenować narodową reprezentację Jordanii. W 2013 został zaproszony do omańskiego Saham SC, w którym pracował do sierpnia 2014.
Od sierpnia do września 2014 prowadził reprezentację Jordanii. Potem pracował w reprezentacji jako asystent trenera.